# 常光院 (京都市左京区)
常光院（じょうこういん）は、京都市左京区黒谷町にある浄土宗の寺院。大本山金戒光明寺の塔頭。山号は紫雲山。本尊は阿弥陀如来。通称の「八はしでら」で知られる。

## 歴史
当院は、天正5年（1577年）に金戒光明寺の塔頭・明寿院として創建された。その後、寛永21年（1644年）に名称を浄光院と改めている。
江戸時代初期の音楽家で、箏による演奏の基礎を作り上げたことで有名な箏曲家・八橋検校の菩提寺であることから、当院は通称として「八はしでら」とも呼ばれている。
後に同じく金戒光明寺の塔頭である栖松院を合併している。
金戒光明寺の山門の向かって右隣にある。

## 境内
- 本堂 - 鉄筋コンクリート造り。
- 鎮守社
- 庭園
- 庫裏
- 山門

## 前後の札所
通称寺の会（八はしでら）

## 住所
- 京都府京都市左京区黒谷町33

## 交通アクセス
- 京阪電気鉄道鴨東線神宮丸太町駅より徒歩約30分